# Shiva-sutras
Los Shiva-sutras son una colección de setenta y siete aforismos que forman parte de los textos fundamentales de la tradición mística del Shivaísmo de Cachemira. Están atribuidos al sabio Vasugupta (siglo IX).
- En letra devanagari del sánscrito se escribe शिवसूत्र
- En la letra AITS (alfabeto internacional para transliteración del sánscrito) se escribe Śivasūtra

## Composición del texto
Vasugupta vivía cerca de la montaña Mahadeva, en el valle del río Harvan, detrás de donde hoy están los jardines de Shalimar, cerca de Srinagar (capital de Cachemira).
Según la leyenda, Vasagupta recibió los aforismos en sueños, en los que se le apareció un siddha (‘perfecto’, un ser humano religioso que ha alcanzado la meta del yoga). Él afirmaba que fue el mismo dios Shiva quien le comunicó el texto sagrado, también en sueños. Antes de despertar, Shiva le indicó que fuese a la montaña de Mahadeva, dónde encontró los aforismos grabados en una roca. La roca es conocida como Shankaropala y es, aun hoy en día, un lugar de peregrinación.

## Descripción
Los Shiva-sutra y en general la escuela del shivaísmo de Cachemira pertenecen a la tradición tántrica.
Contemporáneos y sucesores de Vasugupta escribieron comentarios de este texto. Los más reconocidos son los de Kshemaraja Vimarshini (del siglo X) y el Varttika de Bhaskara (del siglo XI).